# Smilax macrocarpa
Smilax macrocarpa là một loài thực vật có hoa trong họ Smilacaceae. Loài này được Blume miêu tả khoa học đầu tiên năm 1827.